# Sezzadio
Sezzadio (piemontesisch Tsé) ist eine italienische Gemeinde mit 1174 (Stand 31. Dezember 2023) Einwohnern in der Provinz Alessandria (AL), Region Piemont. Die Gemeinde hieß ursprünglich Sezzè. Der heutige Name wurde erst 1916 angenommen.

## Lage und Einwohner
Die Gemeinde Sezzadio liegt 17 km südlich von der Provinzhauptstadt Alessandria entfernt auf einer Höhe von 126 m über dem Meeresspiegel, zwischen der Bormida und der Autostrada A26. Das Gemeindegebiet umfasst eine Fläche von 33 km².Sezzadio hat einen Bahnhof an der Bahnstrecke Alessandria-San Giuseppe di Cairo.
Die Nachbargemeinden sind Carpeneto, Cassine, Castelnuovo Bormida, Castelspina, Gamalero, Montaldo Bormida, Predosa und Rivalta Bormida.

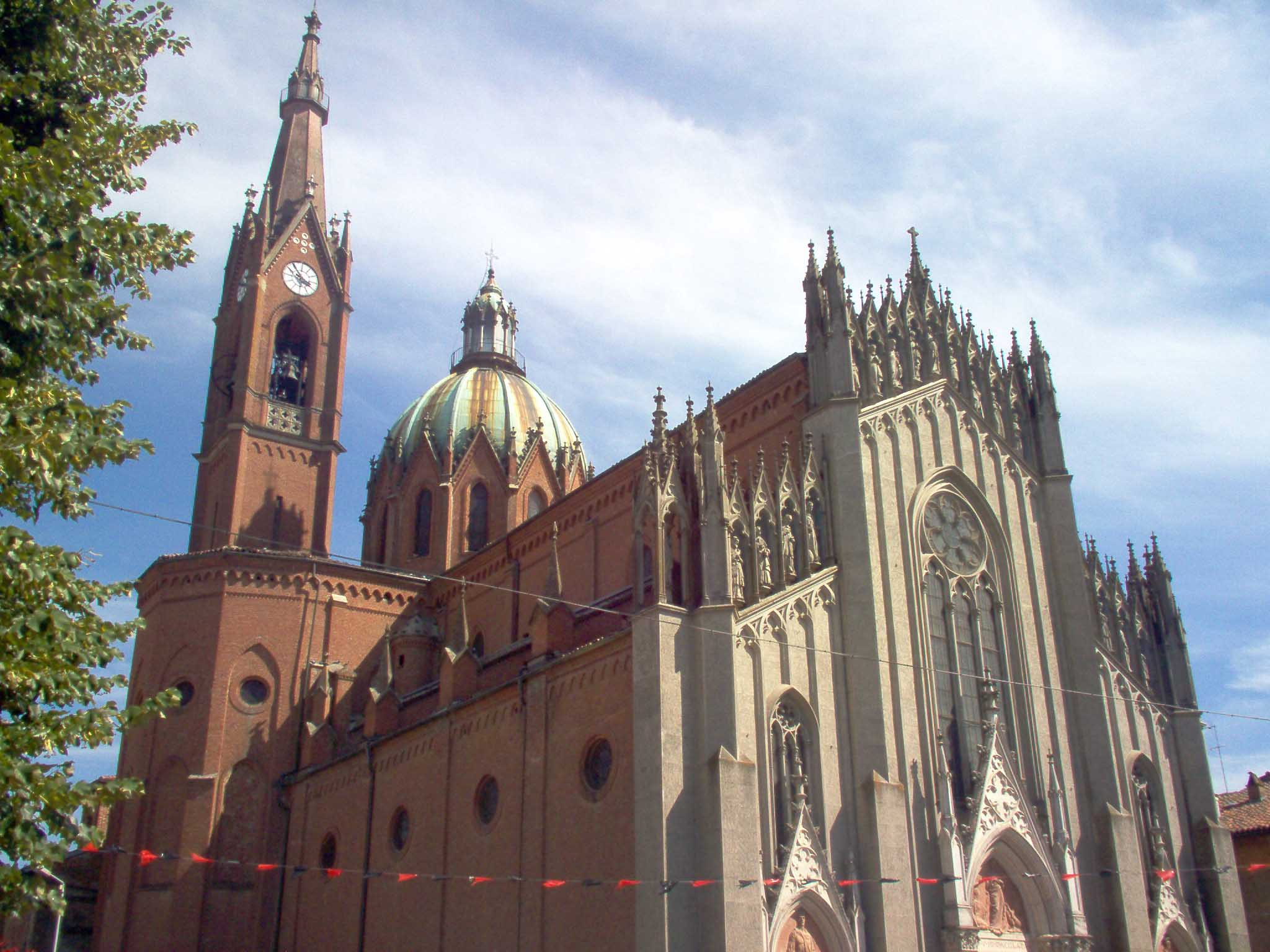
Mariä-Empfängnis-Kirche

## Geschichte
Sein ältester Name ist „Setiacus“, der gallischen Ursprungs ist. Sie ist wahrscheinlich galloromanischen Ursprungs und wird zum ersten Mal in einer Urkunde aus dem Jahr 937 erwähnt. Im Mittelalter gehörte sie dem Acqui-Komitee und dann der königlichen Tafel. Im Jahr 938 übergab König Hugo seinen Hof anlässlich ihrer Hochzeit an Königin Bertha. Anschließend wurde es Sitz eines Aleramic-Marquisats, das von Ottoberto und Guido regiert wurde. Unter dessen Führung erlitt es im Jahr 1080 seine erste Zerstörung durch Heinrich IV. Nachdem es Teil der Herrschaft der Markgrafen von Bosco und dann von Monferrato geworden war, erhielt es zahlreiche Schenkungen von Wilhelm VI., um die Loyalität der Einwohner von Sezzadia zu gewinnen. 
Im Laufe der Zeit erwarben die Alessandrier alle örtlichen Besitztümer, bis diese an die Familie Ferrufini verkauft wurden. Später wurde es Gegenstand einer harten Belagerung durch Rinaldo Dinzei, einen Anhänger der Welfen. Auch im folgenden Jahrhundert kam es zu einer zerstörerischen Aktion, diesmal durch die französischen Truppen unter Dresney. Die folgenden Jahre waren geprägt von Herrschaftswechseln, Kriegen, Hungersnöten, Seuchen, Überschwemmungen und Volksaufständen. Im 18. Jahrhundert kam es unter die Herrschaft des Hauses Savoyen.

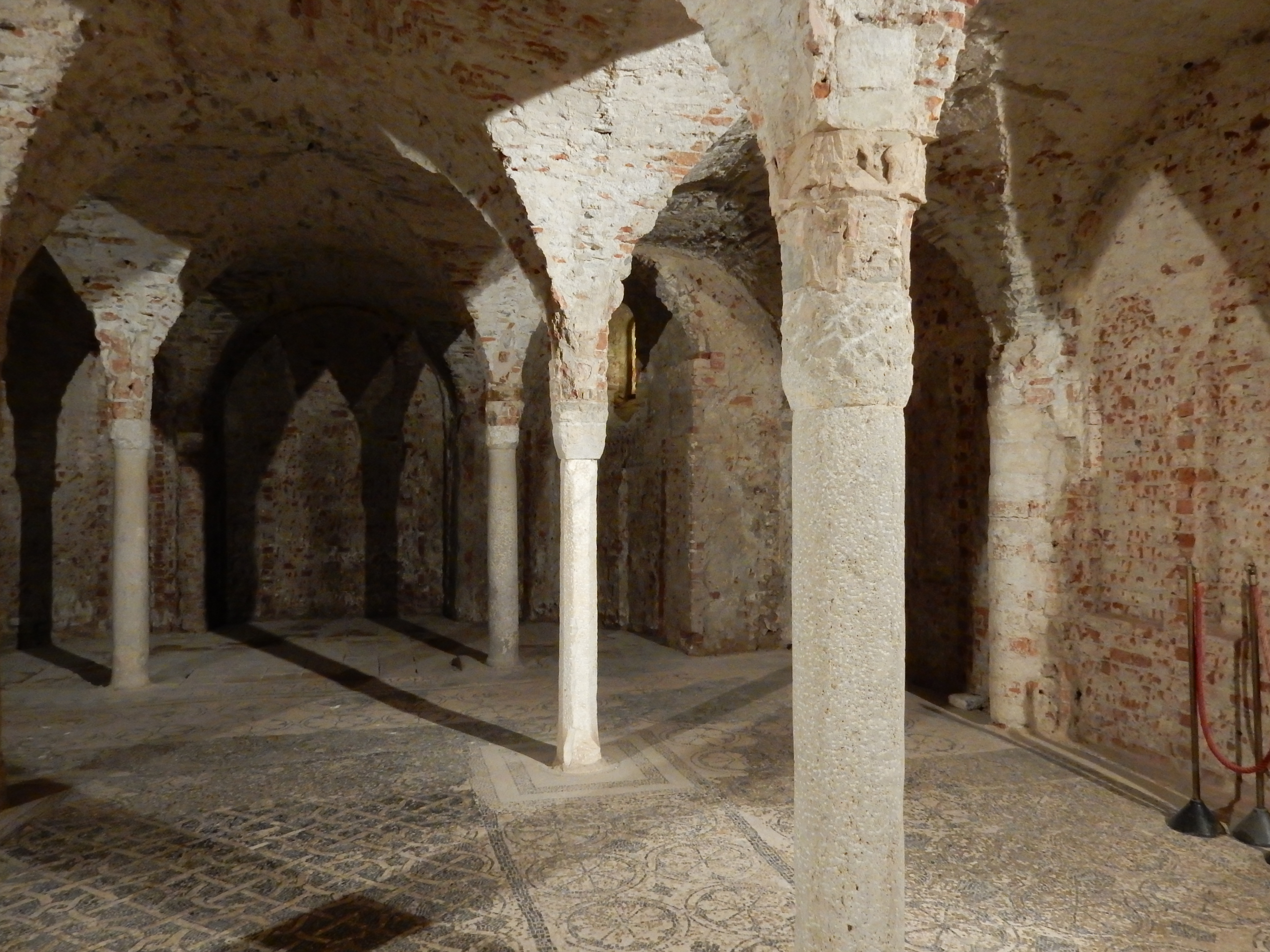
Krypta der Abtei Santa Giustina

## Sehenswürdigkeiten

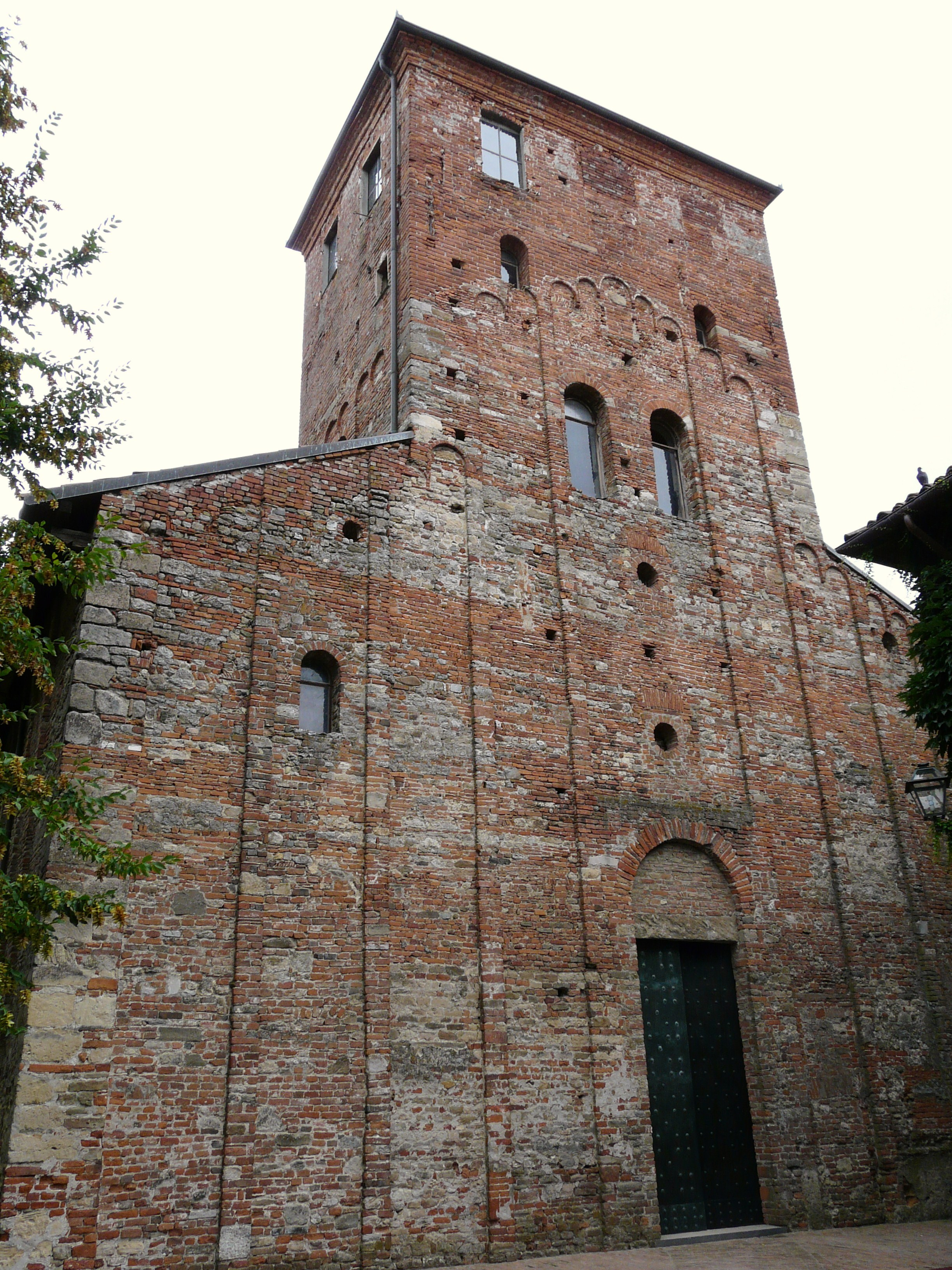
Abtei Santa Giustina

- Die Abtei Santa Giustina, die der Legende nach im Jahr 772 von Liutprand erbaut wurde. Oberto I. hat sie im Jahr 1030 umgebaut und erweitert und ein Benediktinerkloster angegliedert. Es wurde im 15. Jahrhundert umgebaut und bewahrt noch immer seine ursprüngliche Struktur vom Anfang des 10. Jahrhunderts.
- Die Kirche Santo Stefano aus dem 12. Jahrhundert, auch bekannt als Santa Maria di Banno.
- Die Pfarrkirche der Unbefleckten Empfängnis im modernen gotischen Stil.
- Die Burg, erbaut um das 12. Jahrhundert.

## Kulinarische Spezialitäten
In Sezzadio werden Reben des Dolcetto für den Dolcetto d’Acqui, einen Rotwein mit DOC-Status angebaut. Die Beeren der Rebsorten Spätburgunder und/oder Chardonnay dürfen zum Schaumwein Alta Langa verarbeitet werden. Barbera wird zur Erzeugung des Barbera del Monferrato angebaut.

## Persönlichkeiten
- Biagio Caranti (Sezzè, * 18. November 1837 – Rom,  † 27. März 1891) war ein italienischer Bankier, Patriot und Politiker.[3]